# Брадавичасти дискератом
Брадавичасти дискератом (БД) је доброћудна (бенигна) епидермална пролиферација која је први пут пријављена 1957. године због својих карактеристичних хистолошких налаза.  БД се манифестује као папула са кератотичним чепом, обично ограничена на главу, врат или лице. Лезије су генерално усамљене и спорадичне и могу бити повезане са фоликуларном јединицом. Пријављени су и случајеви у устима  (у којима је посебно захваћено тврдо непце), на очним капцима и  гениталијама. Код истог пацијента може доћи до појаве више лезија.
Иако се првобитно називало изолована фоликуларна кератоза, никакви подаци не подржавају да пацијенти са БД имају мутације заметне линије у АТП2А2, гену одговорном за Дариерову болест, код које са  БД јавља спонтано или током лечења системским ретиноидима.

## Епидемиологија
Фреквенција
Брадавичасти дискератом је неуобичајена лезија. Захватање површина слузокоже је такође ретко.
Раса
Није позната расна склоност.
Пол
Са скромном маргином, брадавичасти дискератом чешће погађа мушкарце него жене.
Старост
Просечна старост пацијената при постављању дијагнозе фокалног, оралног брадавичастог дискератома је 52,2 године (10 од 13 пријављених пацијената било је између пете и седме деценије живота).

## Етиологија
Применом имунохистохемије  брадавичасти дискератом показује одсуство СЕРЦА2. Овај налаз сугерише да стечене генетске мутације у АТП2А2, као што  је одсуство његовог протеинског производа, СЕРЦА2, играју улогу у развоју брадавичастог дискератома.  
До данас, у литератури нису пријављене генетске процене брадавичастог дискератома  за мутације у АТП2А2 (ген који кодира СЕРЦА2).
Два извештаја су показала имунохистохемијско бојење брадавичастог дискератома са антикератинским антителима ХКН-6 и ХКН-7, а ова реакција је протумачена као сугерисање фоликуларног порекла брадавичастог дискератома.
Ултраструктурни налази су протумачени тако да сугеришу да је акантолиза последица дефекта у комплексима дезмозом-тонофиламентима.
Епидермална вирусна инфекција са секундарном хиперпролиферацијом и акантолизом такође је предложена као узрочни механизам. Међутим, студија из 2002. године показала је да 13 од 13 случајева није откривен ДНК хумани папилома вируса након тестирања ланчане реакције полимеразом, тако да ниједан податак не подржава вирусну етиологију у овом тренутку.

## Клиничка слика
Брадавичасти дискератом  се обично представља као асимптоматски кератотични чвор. Скалп, лице и врат су уобичајена места захвата. Пријављене су и лезије слузокоже. Пријављене су и вишеструке лезије код истог пацијента. Пацијенти могу пријавити подмукли почетак или благо недавно повећање лезије.

## Дијагноза
Брадавичасти дискератом  се представља као беличаста или сивкаста хиперкератотична папула са везом у центру, често захватајући лице, кожу главе или леђа. Лезије су обично мање од 1-2 цм.
Ретко се могу наћи лезије сличног изгледа на површини слузокоже.  Ретко се јавља субунгуални брадавичасти дискератом и када се појави производи уздужну еритронихију. У изузетним случајевима може доћи до развоја вишеструких лезија.

## Диференцијалне дијагнозе
- Актинична кератоза

- Карцином сквамозних ћелија коже

- Породични бенигни пемфигус (Хаилеи-Хаилеи болест)

- Кератоакантом

- Фоликуларна кератоза (Дариерова болест)

- Линеарни епидермални невус

- Пролазна акантолитичка дерматоза

## Терапија
За БД у начелу није потребна медикаментозна терапија већ је за ову бенигну лезију није неопходна медицинска терапија; која се евентуално лечи хируршким уклањањем.
Хируршка терапија
Уклањање лезије извођењем биопсије или ексцизионом биопсијом једасн је од облика  ефикасна терапија за ове доброћудне (бенигне) лезије.
Дијета
Овај доброћудни тумор  није повезан са утицајима исхране.

## Компликације
Једине компликације повезане са брадавичастим дискератомом су оне повезане са мањим хируршким захватима потребним за биопсију или уклањање ових бенигних лезија.

## Прогноза
Не постоји познат ризик од малигне трансформације брадавичастог дискератома (БД). Понављање након хируршког уклањања је изузетно ретко. Иако је БД хистолошки сличан Дариеровој болести (јер вероватно да дели исти одсутни протеин (СЕРЦА2) у барем неким случајевима), нема доказа да су пацијенти са брадавичастим дискератомом изложени ризику од других поремећаја, укључујући Дариерову болест.